# Gente (revista argentina)
Gente es una revista argentina, perteneciente a Editorial Atlántida. Dedicada en gran parte a los personajes del espectáculo y la farándula, actualmente también cubre temas vinculados a la sociedad y la actualidad. Desde 1965 hasta 2020 se editó semanalmente, y desde 2021 pasó a ser publicada de manera mensual. A partir de 2024 sólo se edita en formato impreso, digital y multiplataforma.

## Ideología histórica
Fue siempre una revista ligada a retratar el alto nivel de vida del llamado jet set nacional, así como difundiendo ideas conservadoras que ha ocasionado denuncias que afirman que participó en una construcción de imagen favorable de la dictadura del Proceso de Reorganización Nacional. Sobre los editoriales durante la época el filósofo José Pablo Feinmann escribió:

La obra maestra de la relación entre periodismo y terror la entrega “nuestro” semanario en su tapa del 9 de diciembre de 1976. Como material de estudio es inagotable. En la tapa está la imagen (una foto del estilo “documento de identidad”) de la militante de la organización Montoneros, Norma Arrostito, que había participado del secuestro y asesinato del ex presidente Aramburu en 1970. Una “presa” codiciada por la dictadura. Un “símbolo”. Sobre la foto, duro, burocrático, con la sequedad brutal de los expedientes de la contrainsurgencia, hay un sello. Esos “sellos” que se mojan en la almohadilla y luego, con energía, se estampan sobre el “folio”. El sello dice: “Muerta”. No puedo extenderme en esto. Supongo que (...) lo hice en cursos, en clases teóricas(...) en un seminario titulado “Filosofía y Terror: Pensar después de la masacre”. Ese “sello burocrático” que Gente incrusta sobre la figura de Arrostito hubiera estremecido a Hannah Arendt. Es la burocratización, la banalidad del Mal. Habría estremecido a Kafka, quien, en En la colonia penitenciaria y El Proceso, se anticipó a la relación entre burocracia y terror. Habría estremecido a Theodor Adorno, que vio en la Razón y su expresión instrumental la condición de posibilidad de Auschwitz. A Primo Levi. A Paul Celan. A Jean Améry. A nosotros, los argentinos que estudiamos la relación entre Estado, burocracia y masacre. Y estremece a todos los que en el mundo estudian el genocidio argentino, uno de los más relevantes del siglo XX, precisamente por su rigor, su instrumentalidad, su “racionalidad”.

Ejemplo de la presentación de figuras ahora conocidas como genocidas, en la década de 1970 se les daba lugar para difundir dichos como los que expresaban Jorge Rafael Videla, y Roberto Viola:

“Yo niego rotundamente que existan en la Argentina campos de concentración o detenidos en establecimientos militares más allá del tiempo indispensable para indagar a una persona capturada en un procedimiento y antes de pasar a un establecimiento carcelario» Jorge Rafael Videla, 22 de diciembre de 1977, revista Gente.

“No hay detenidos políticos en la República Argentina, excepto algunas personas que podrían estar involucradas en las actas institucionales, que están realmente detenidas por su labor política. No hay detenidos por ser meramente políticos o por no compartir las ideas que sustenta el Gobierno”. (Roberto Viola, 7 de septiembre de 1978).

Cuando el gobierno era objeto de críticas internacionales por su política de persecución y genocidio, la revista se propuso como canal de legitimación del gobierno, solicitando apoyo a sus lectores en cartas al mundo:

La revista “Gente” de Editorial Atlántida, incitaba a sus lectores a escribir cartas contando “la verdadera situación del país” y suministraba direcciones de “activistas” contra la Argentina, entre los cuales se contaban Amnesty International, la OEA, la Comisión Internacional por los Derechos Humanos y la cantante italiana Ornella Vanoni, quien a su regreso de una serie de recitales dados en Buenos Aires en 1977 había declarado: “L’Argentina é un inferno”. En este último caso se intentó justificar el comentario de la cantante diciendo que había sido sacado de contexto, y que en realidad ella se había referido al estado de algunas zonas de la ciudad, entonces en obras por la construcción de las grandes autopistas, uno de los más ambiciosos proyectos del intendente, el brigadier Osvaldo Cacciatore.

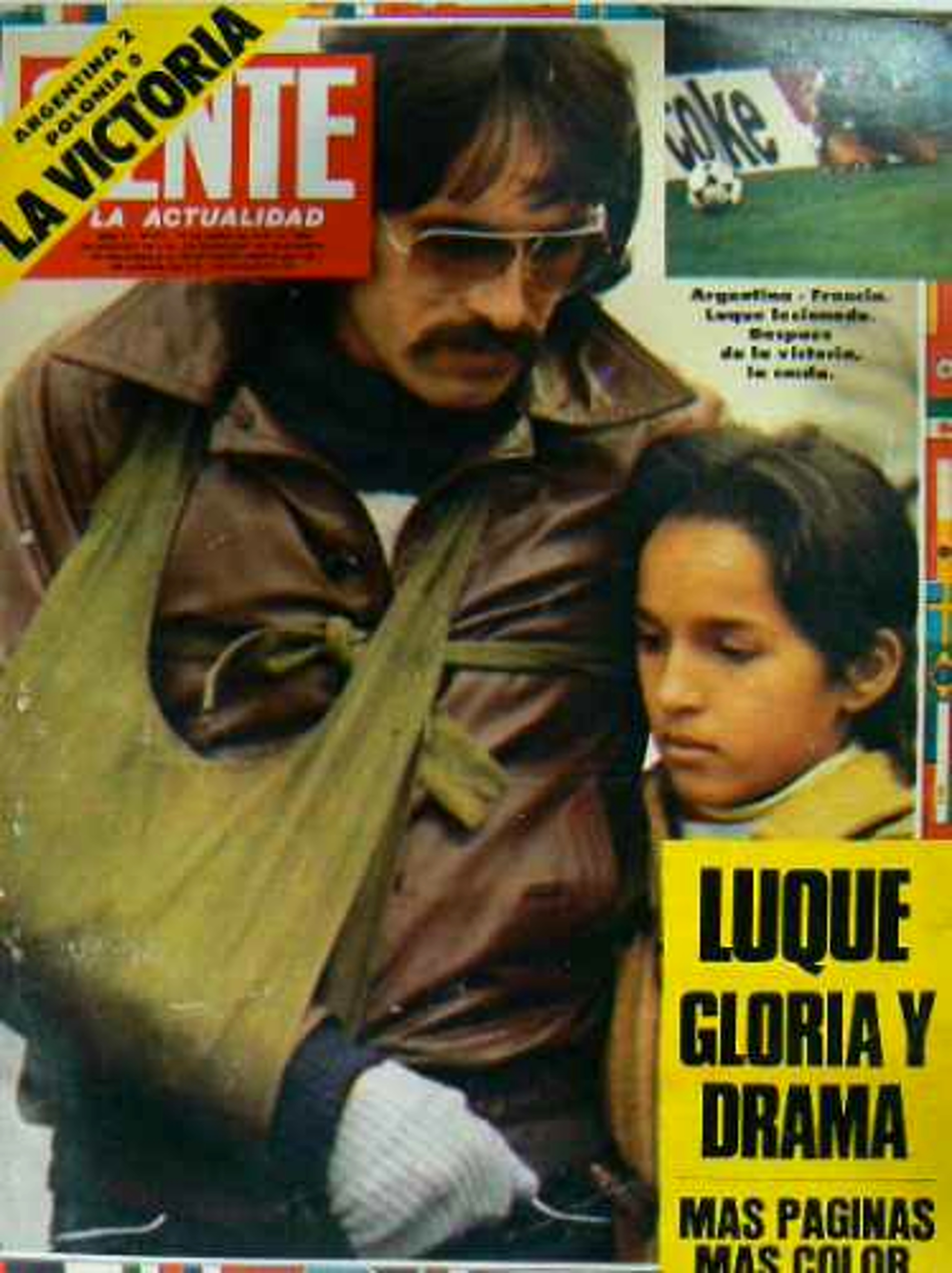
Típica tapa en 1978

Respecto a Jorge Rafael Videla la revista lo calificó como ejemplo de "Moralidad, idoneidad y eficiencia".

### El Eternauta
En 1969 se publicó en la revista una segunda versión de la historieta El Eternauta, con guion de su creador Héctor Germán Oesterheld, junto a Alberto Breccia, pero debido a la postura antiestadounidense del guion, la revista decidió censurar la publicación de la obra.

## Periodistas destacados
En Gente trabajaron una gran cantidad de periodistas a lo largo de su historia, entre otros:
-Víctor Sueiro
-Samuel Gelblung
-Alfredo Serra
-Renée Sallas
-Esteban Peicovich
-Orestes Katorosz
-Beto Casella
-Bruno Passarelli
-Danielle Raymond
-Alina Diaconu
-Jorge de Luján Gutiérrez
-Bernardo Neustadt
-Álvaro Torres de Tolosa
-Agustín Bottinelli
-Alberto Amato
-Gabriela Cocciffi
-María Laura Avignolo
-Ana Barón
-Gabriel González
-Marcela Tauro
-Luisa Delfino
-Mario Mactas
-Manuel Caldeiro
-Martha Wierzbicki Posse
-Emilio Giménez Zapiola
-Rolando Hanglin
-Mariano Grondona

## Ventas
Su venta promedio en 2007 es de 70.000 ejemplares por semana.[cita requerida]

## Personajes del año
Desde 1966 la revista organiza el evento para finalizar el año. Se realizó en el Estudio de Atlántida (1966-1990), Luna Park (1991-1992), Garage Argentino (1993 y 1997), Alvear Palace Hotel (1994-1996, 1998-2015 y 2021-2022), Espacio Márquez (2016-2019), Museo Nacional de Arte Decorativo (2020) y Faena Art Center (2023-presente).